# Semustina
La Semustina es un agente alquilante usado solo o en combinación con otros agentes quimioterapéuticos para tratar varios tipos de cáncer, incluidos tumores cerebrales primarios y metastásicos, tumor pulmonar de Lewis y leucemia L1210. También se ha usado para tratar cánceres del tracto digestivo, linfoma de Hodgkin, melanoma maligno y carcinoma epidermoide del pulmón.
La Semustina se usó en estudios de investigación en las décadas de 1960 y 1970, pero nunca ha sido aprobada como medicamento antineoplásico y no figura en ninguna de las fuentes y referencias farmacéuticas estándar. Sin embargo, algunos artículos publicados recientemente indican que se ha utilizado en la República Popular de China para tratar diversas neoplasias hematopoyéticas.
La Semustina es un agente antineoplásico del tipo bifuncional que experimenta descomposición química espontánea produciendo compuestos electrofílicos. Son estos compuestos los que inducen la alquilación y la carbamoilación de las macromoléculas celulares, incluidos el ADN y proteínas.
Al igual que con otras cloroetilnitrosoureas, la mayoría de las reacciones de alquilación se producen en la posición N7 de la guanina, pero se informa que la reacción crítica que conduce a la citotoxicidad implica la alquilación del O6 de guanina, lo que conduce a enlaces cruzados de G-C (guanina-citosina) en el ADN.
Existe evidencia suficiente en humanos sobre la carcinogenicidad de la Semustina. Esta causa leucemia mieloide aguda y es cancerígena para los humanos (Grupo 1).